# Calendrier thaïlandais

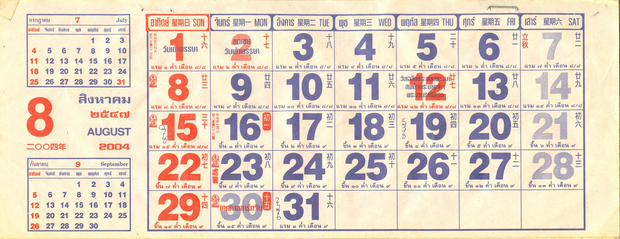
Calendrier sino-thaïlandais typique, montrant le mois calendaire solaire d'août 2547 (2004 calendrier grégorien), ainsi que des dates selon les calendriers lunaires thaïlandais et chinois.

En Thaïlande, deux systèmes de calendrier principaux sont utilisés : 
- le calendrier solaire thaïlandais, basé sur le calendrier grégorien qui est utilisé à des fins officielles et dans la vie de tous les jours par les citoyennes et citoyens thaïlandais à l'école, au travail, dans les journaux…
- et le calendrier lunaire thaïlandais (une version du calendrier bouddhique, techniquement un calendrier luni-solaire) qui est utilisé exceptionnellement pour les événements traditionnels et les pratiques religieuses bouddhistes.

L'utilisation du calendrier solaire a été introduite en 1889 par le roi Chulalongkorn (Rama V), en remplacement du calendrier lunaire. À l'origine, le début de l'année était le 1er avril, mais à partir de 1941 c’est le 1er janvier. Les jours et les mois correspondent donc exactement au calendrier grégorien. La numérotation des années suit l'ère bouddhiste, introduite en 1913 pour remplacer l'ère Rattanakosine, qui lui-même avait remplacé le Chulasakarat en 1889. Le décalage entre le calendrier grégorien et le calendrier thaïlandais est de 543 ans, l’année 2025 apr. J.-C. correspond donc à l’année 2568 en Thaïlande. Pour le bouddhisme theravada, le commencement du calendrier est basé sur le parinirvâna du Bouddha, c’est-à-dire à son entrée dans le nirvana, la mort physique et la naissance spirituelle d’un sage.
Le calendrier lunaire (dit Chantarakati) contient douze ou treize mois, de 29 ou 30 jours pour rester en phase avec les lunaisons. Les mois sont divisés en deux parties, la première correspondant à la période de lune croissante comptant toujours 15 jours et la seconde correspondant à la période de lune décroissante et comptera 14 ou 15 jours selon la longueur du mois. Les mois ne sont pas nommés mais simplement numérotés. L’année elle compte 354, 355, 384 ou 385 jours et porte le nom de l'animal du zodiaque chinois.
Comme pour le reste du monde, la semaine de sept jours est utilisée par les deux calendriers. Le calendrier solaire régit maintenant la plupart des aspects de la vie en Thaïlande, il est notamment utilisé par le secteur privé. Les documents d'état officiels, eux par contre suivent invariablement le calendrier lunaire. Ce calendrier détermine également les dates des fêtes bouddhistes, des fêtes traditionnelles et est utilisé par l'astrologie. La date lunaire est encore enregistrée sur les certificats de naissance et est imprimée dans la plupart des journaux quotidiens.

## Calendrier

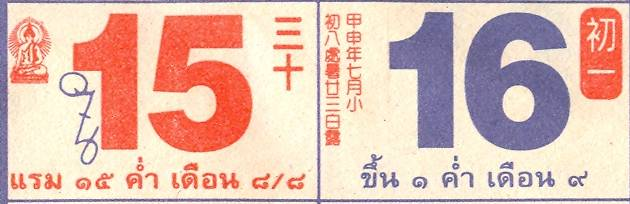
Jours fériés thaï (gauche) et chinois (droite).

- Les numéros rouges indiquent les dimanches et les jours fériés en Thaïlande.
- Les images de Bouddha indiquent les jours d’uposatha Wan Phra (วันพระ).
- Les tablettes rouges avec des caractères chinois indiquent les nouvelles lunes et les pleines lunes du calendrier chinois, qui diffèrent généralement d'un jour de celles du calendrier thaïlandais.
- Les dates du calendrier lunaire thaïlandais apparaissent sous la date du calendrier solaire.

## Semaine
Une semaine (สัปดาห์, sapda or สัปดาหะ, sapdaha de sanskrit "sept") dure 7 jours, commence le dimanche et se termine le samedi.
Les jours de la semaine sont nommés d'après les sept premiers des neuf saisisseurs Navagraha qui sont les planètes et phénomènes astronomiques du système cosmologique indien, c’est-à-dire le Soleil, la Lune et les cinq planètes connues de l'ère antique.
Jours de la semaine :
| En Français | Thai     | Prononciation Thai | Couleur | Sanskrit   | Planète |
| ----------- | -------- | ------------------ | ------- | ---------- | ------- |
| Dimanche    | วันอาทิตย์  | wan Atit           | rouge   | Aditya     | Soleil  |
| Lundi       | วันจันทร์   | wan Djan           | jaune   | Chandra    | Lune    |
| Mardi       | วันอังคาร  | wan Ang Kaan       | rose    | Angaraka   | Mars    |
| Mercredi    | วันพุธ     | wan Pout           | vert    | Buddha     | Mercure |
| Jeudi       | วันพฤหัสบดี | wan Pa Reu At      | orange  | Brihaspati | Jupiter |
| Vendredi    | วันศุกร์    | wan Souk           | bleu    | Shukra     | Venus   |
| Samedi      | วันเสาร์   | wan Sao            | violet  | Shani      | Saturne |

Les représentations thaïlandaises des planètes sous forme de déité :

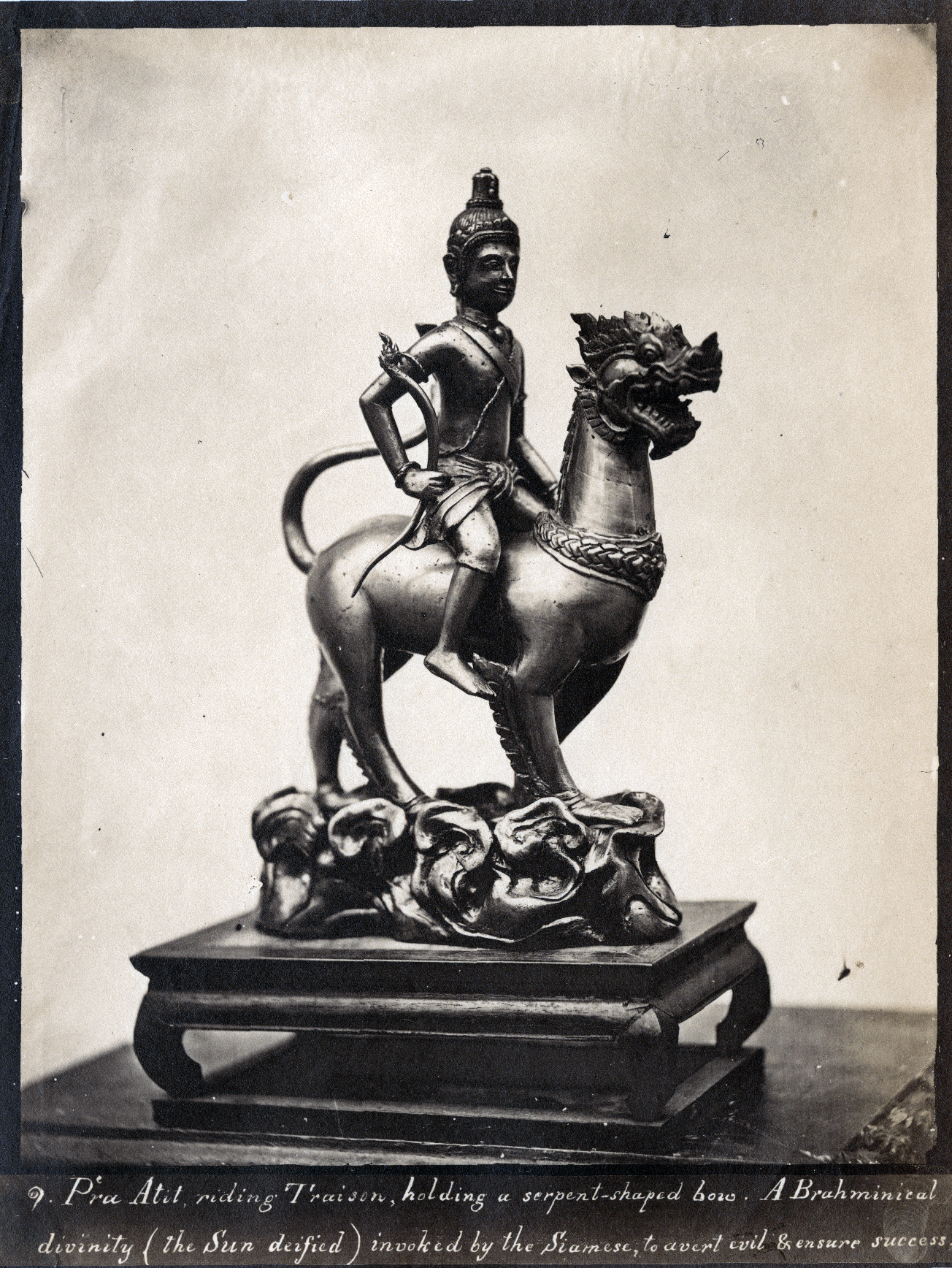
Phra Athit
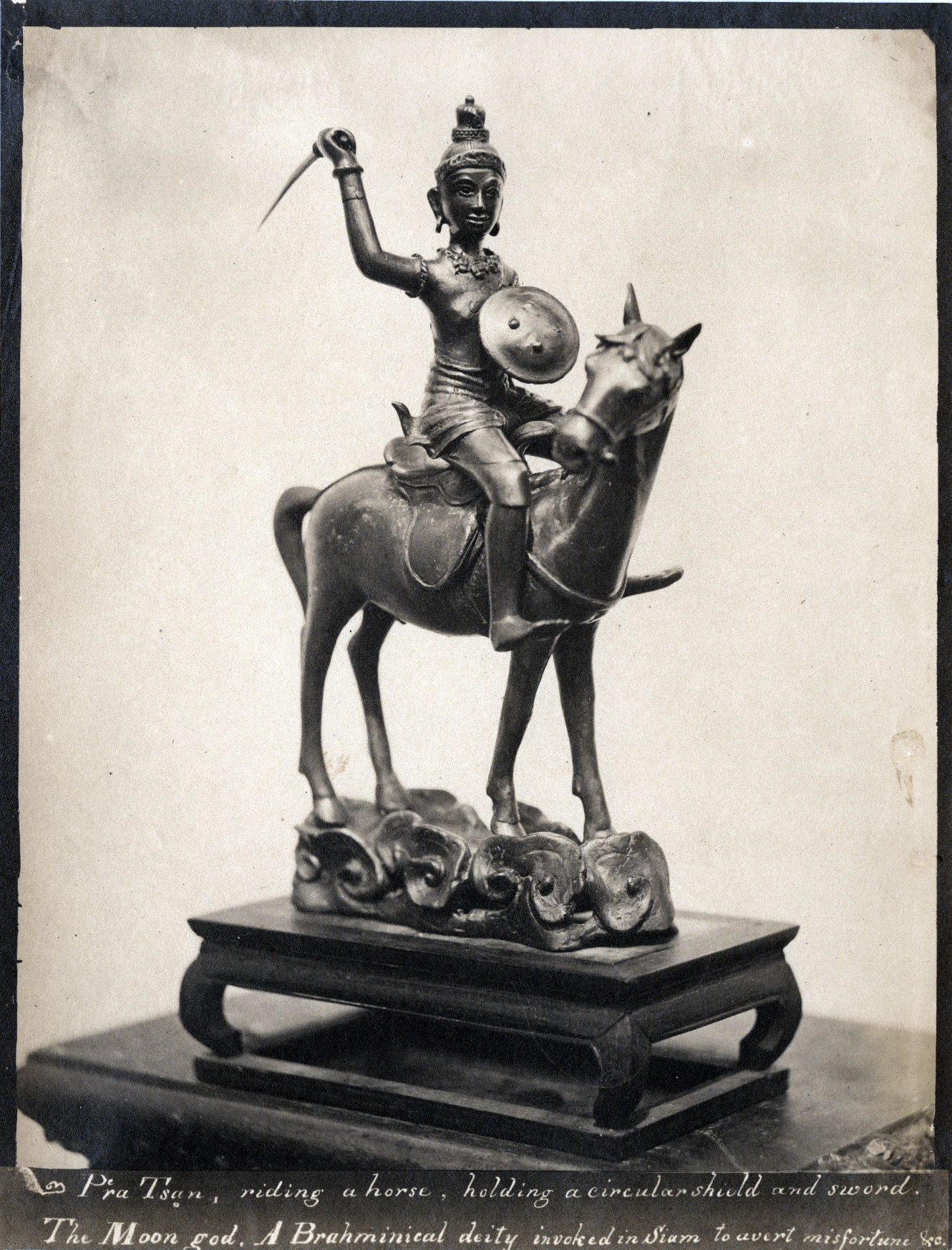
Phra Chan
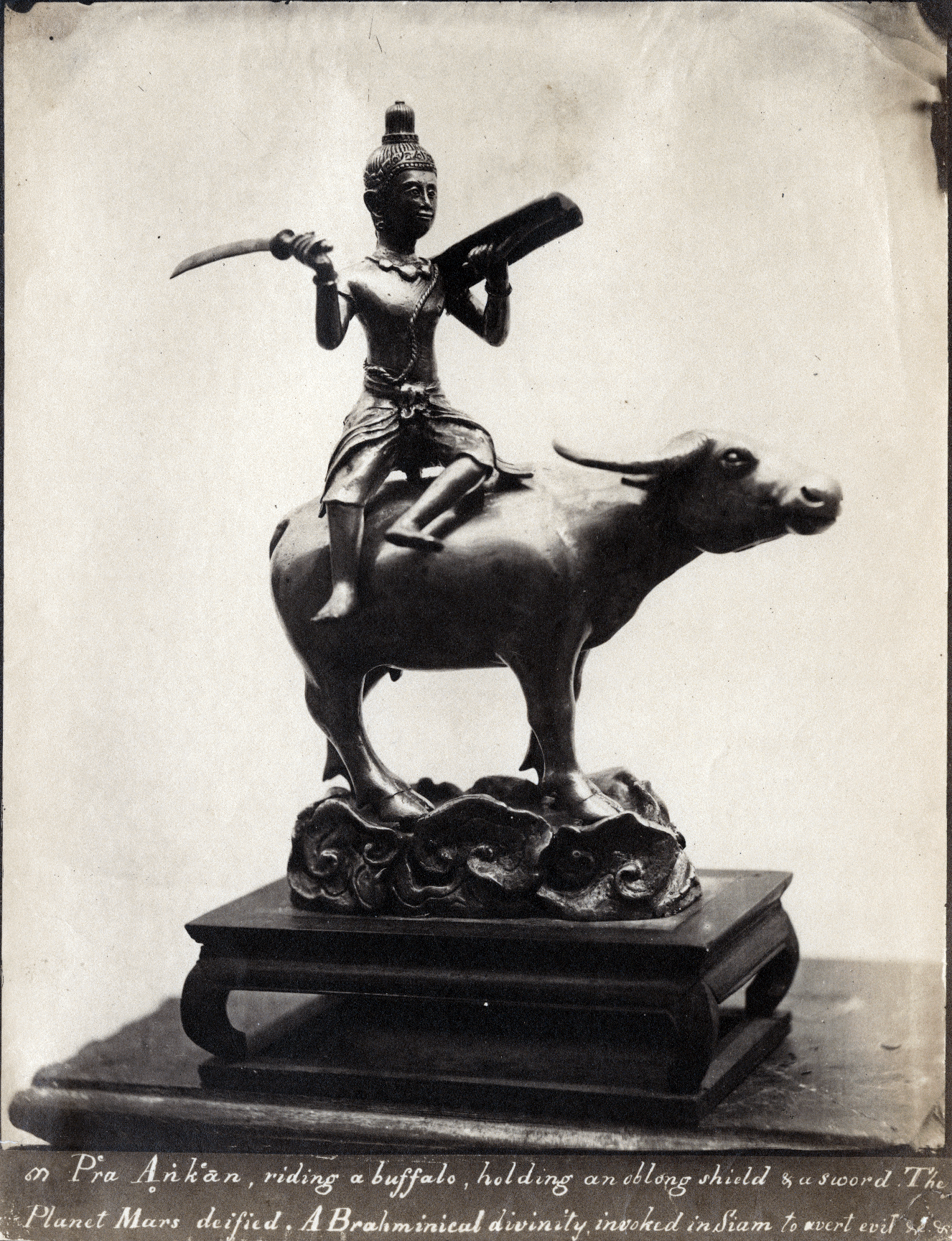
Phra Angkhan
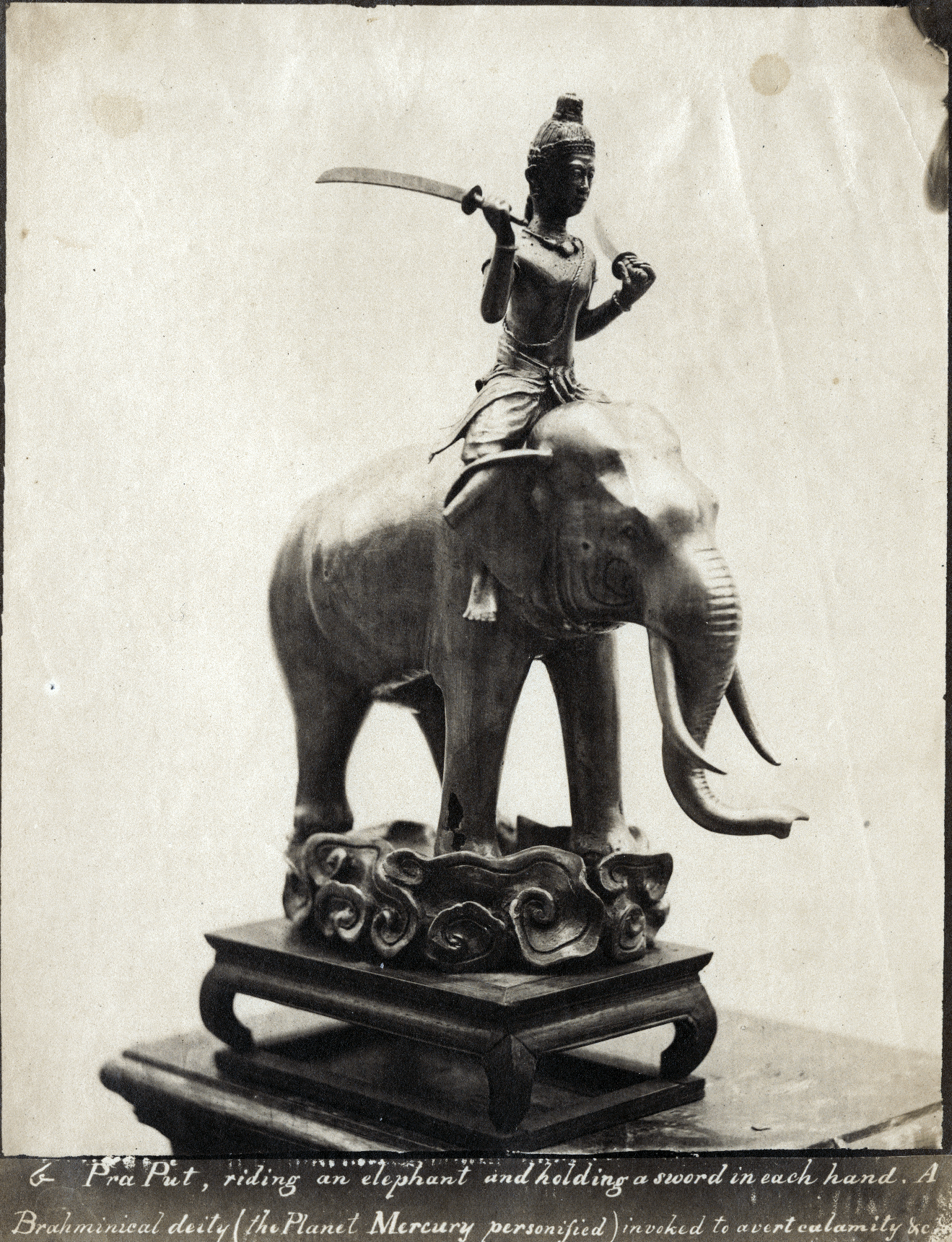
Phra Phut
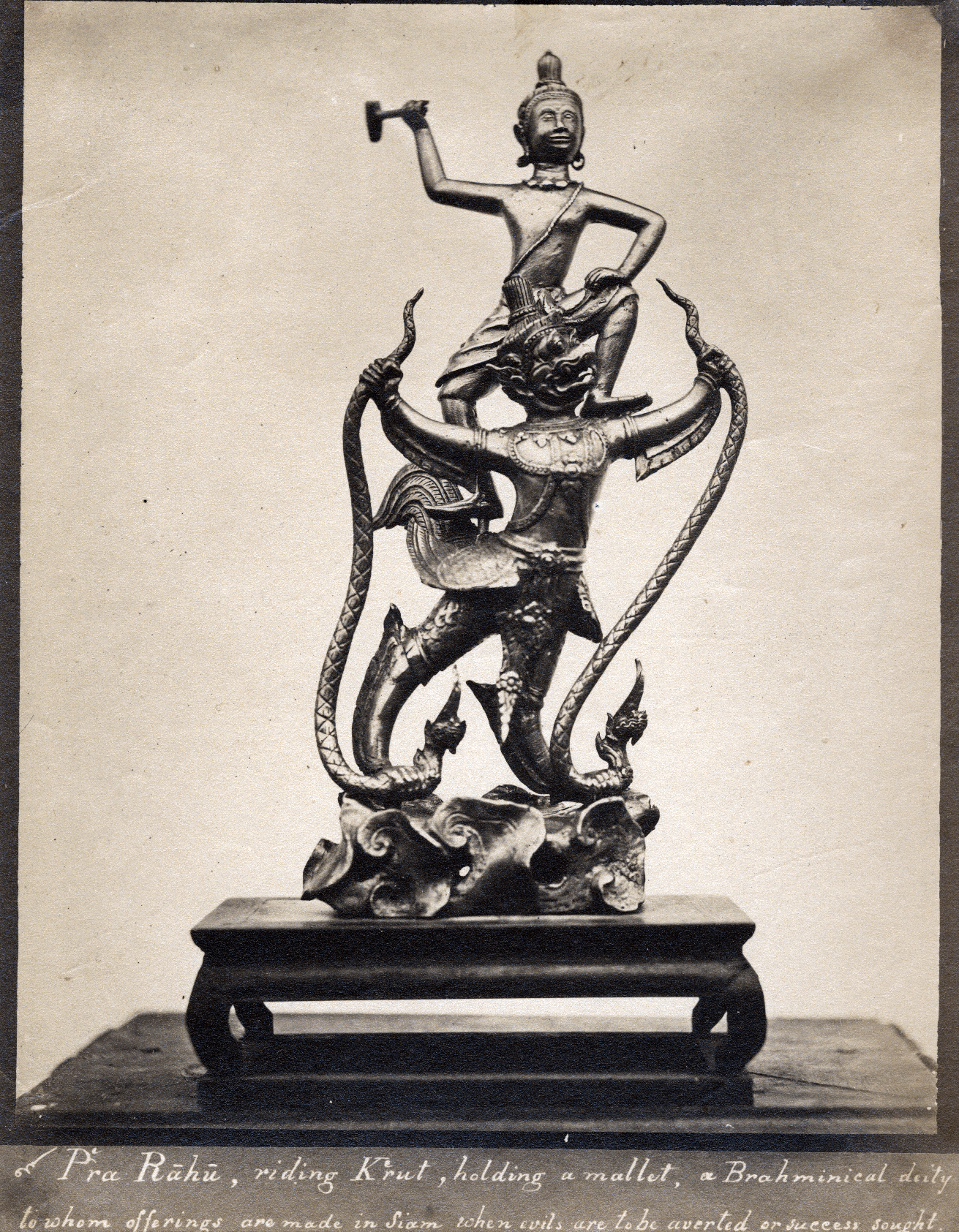
Phra Rahu
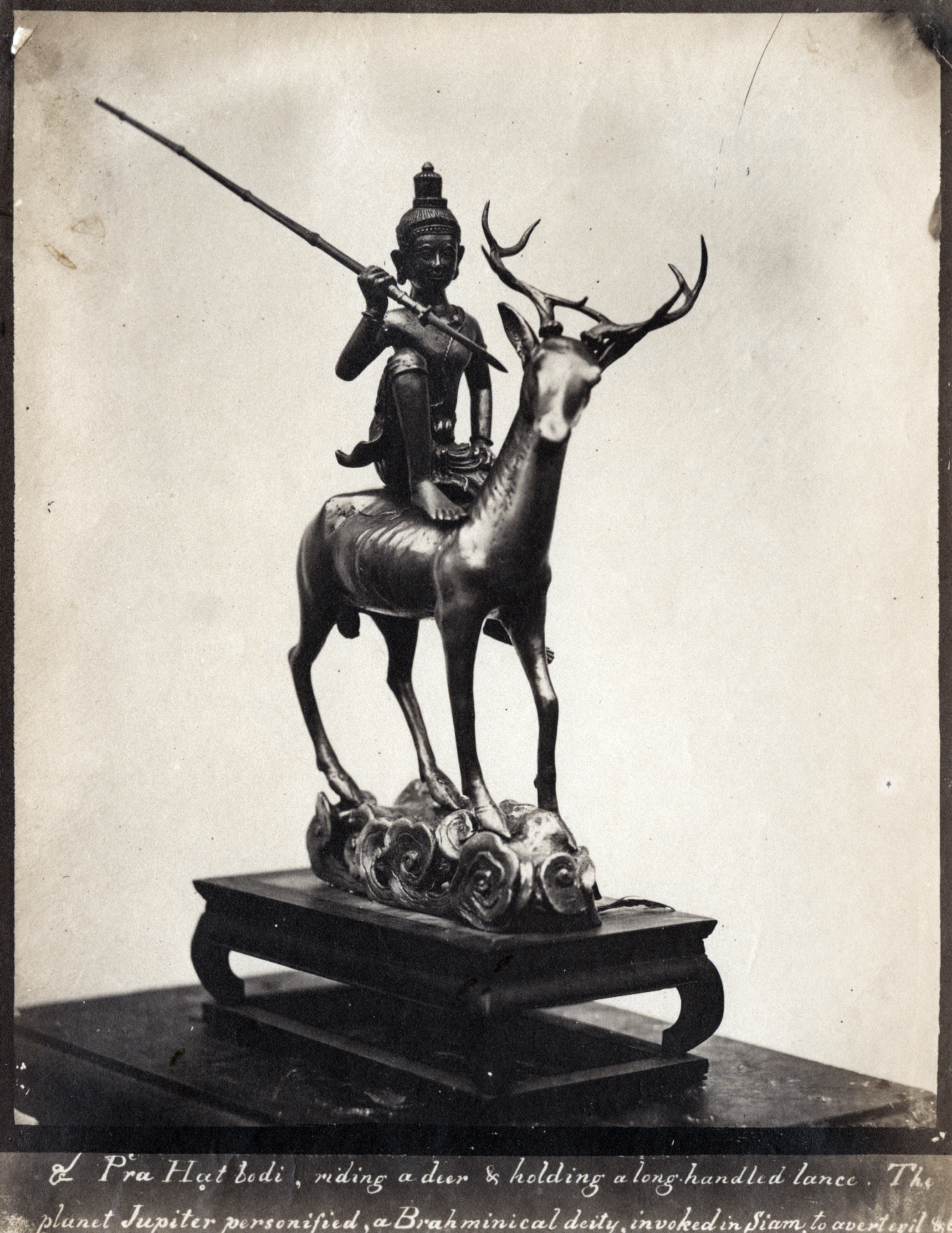
Phra Phruehat
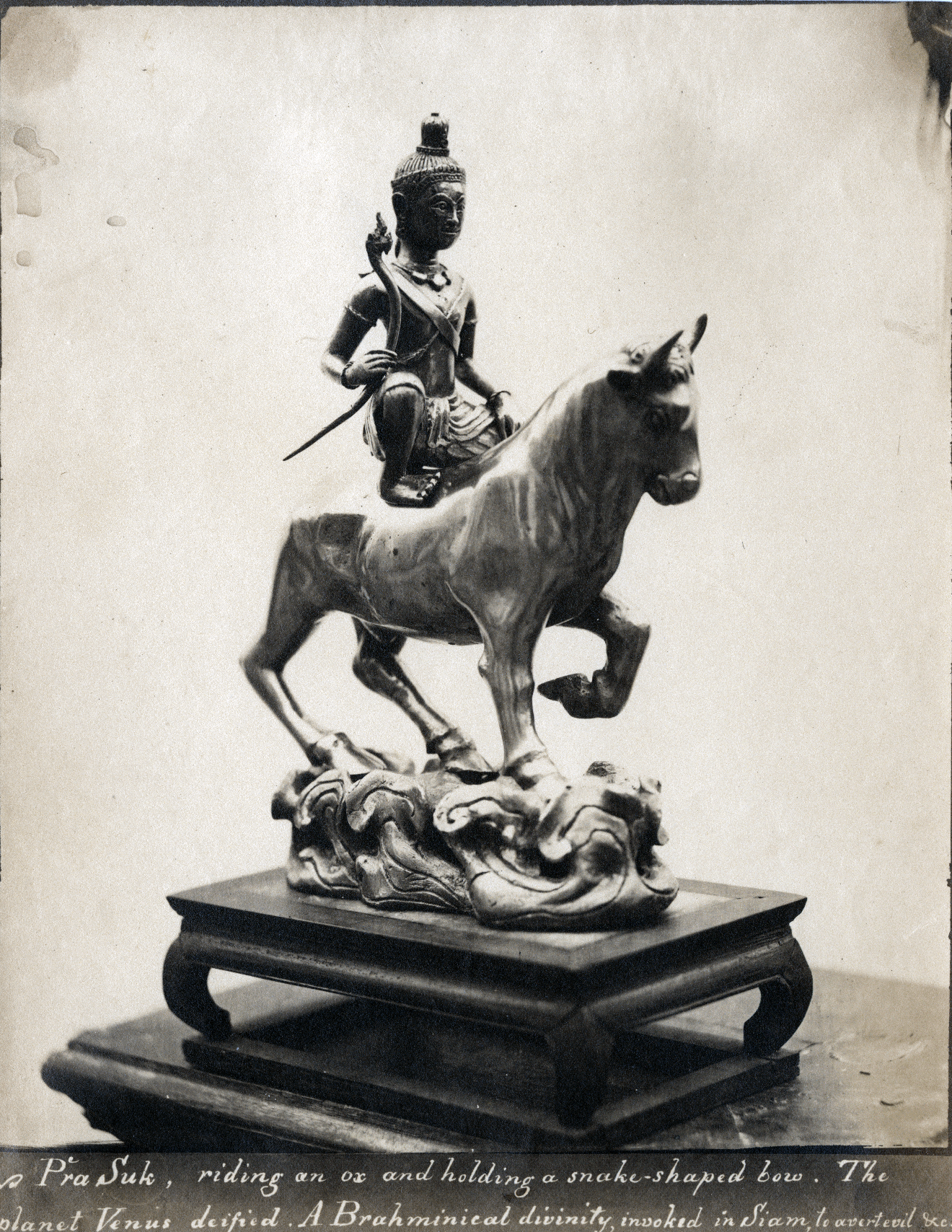
Phra Suk
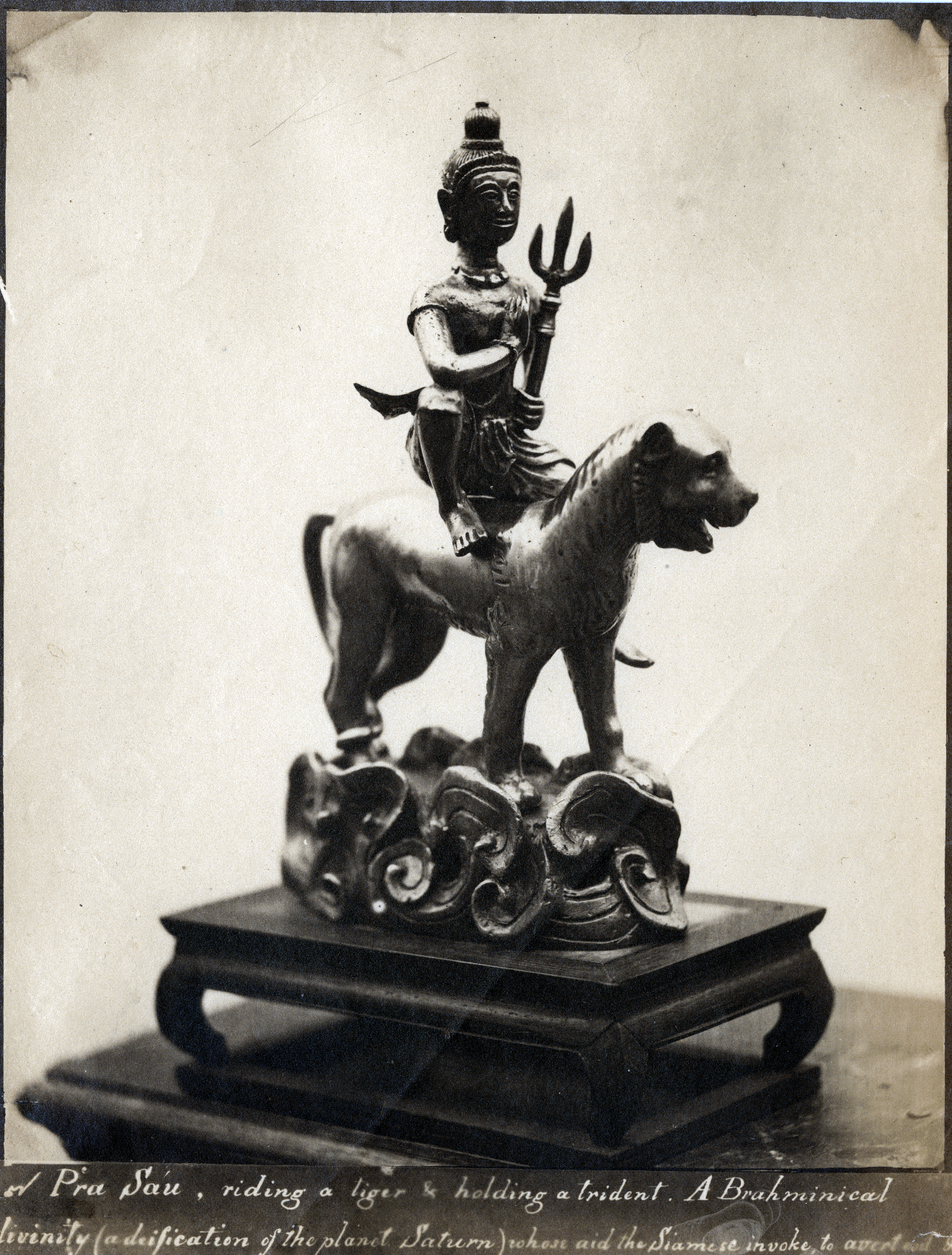
Phra Sao

### Weekend et jours fériés
Les samedis et les dimanches (thaï : เสาร์-อาทิตย์ sao athit) sont des jours où généralement on ne travaille pas (วันหยุดราชการ, wan yut ratchakan) et sont généralement affichés en rouge sur le calendrier, tout comme les jours fériés. Depuis 1996 et sous réserve de la déclaration du Cabinet de la Thaïlande, les jours fériés qui se déroulent le weekend sont suivis des jours de substitution (วันชดเชย, wan chot choei)  et sont généralement affichés dans une nuance de rouge plus claire, comme on peut le voir sur le calendrier affiché en début de page pour 2 août 2004. Les fêtes bouddhistes qui sont des jours fériés sont calculées selon le calendrier lunaire thaïlandais, de sorte que leurs dates changent chaque année par rapport au calendrier solaire. La nouvelle année chinoise et les autres fêtes observées par les Chinois thaïlandais varient en fonction des deux, car elles sont calculées selon le calendrier chinois.

## Mois
| Nom français | Nom thaï | Abr.  | Prononciation thaï          | Mot sanskrit | Signe astrologique |
| ------------ | -------- | ----- | --------------------------- | ------------ | ------------------ |
| Janvier      | มกราคม   | ม.ค.  | mákàraa-khom, mókkàraa-khom | makara       | Capricorne         |
| Février      | กุมภาพันธ์  | ก.พ.  | kumphaa-phan                | kumbha       | Verseau            |
| Mars         | มีนาคม    | มี.ค.  | miinaa-khom                 | mīna         | Poissons           |
| Avril        | เมษายน   | เม.ย. | meesaǎ-yon                  | meṣa         | Bélier             |
| Mai          | พฤษภาคม  | พ.ค.  | phrɯ́tsaphaa-khom            | vṛṣabha      | Taureau            |
| Juin         | มิถุนายน   | มิ.ย.  | míthùnaa-yon                | mithuna      | Gémeaux            |
| Juillet      | กรกฎาคม  | ก.ค.  | kàrákàdaa-khom              | karkaṭa      | Cancer             |
| Août         | สิงหาคม   | ส.ค.  | sǐnghǎa-khom                | sinha        | Lion               |
| Septembre    | กันยายน   | ก.ย.  | kanyaa-yon                  | kanyā        | Vierge             |
| Octobre      | ตุลาคม    | ต.ค.  | tùlaa-khom                  | tulā         | Balance            |
| Novembre     | พฤศจิกายน | พ.ย.  | phrɯ́tsacìkaa-yon            | vṛścika      | Scorpion           |
| Décembre     | ธันวาคม   | ธ.ค.  | thanwaa-khom                | dhanu        | Sagittaire         |